# Anders Dahlvig
Anders Gunnar Dahlvig, född 21 maj 1957, är en svensk företagsledare.
Anders Dahlvig utbildade sig till civilekonom på Lunds universitet och tog en Masters-examen på University of California, Santa Barbara. Han började arbeta på Ikea-koncernen 1984 och har varit bland annat varuhuschef, chef för Ikea i Storbritannien och Europa-chef. Han var koncernchef 1999-2009. Han är för närvarande ordförande i Inter IKEA Holding (2016).
Han vann Oslo Business for Peace Award 2009.